# Liolaemus xanthoviridis
Liolaemus xanthoviridis — вид ігуаноподібних ящірок родини Liolaemidae. Ендемік Аргентини.

## Поширення і екологія
Liolaemus xanthoviridis мешкають на сході аргентинської провінції Чубут, зокрема у прибережних районах. Вони живуть в степах і чагарникових заростях Патагонії. Зустрічаються на висоті до 300 м над рівнем моря. Живляться комахами, є живородними.